# Philippe Herranz
Philippe Herranz, né le 12 avril 1968 à Decazeville, est un joueur français de rugby à XV qui évolue au poste de trois quart centre et troisième ligne.

## Biographie
Ayant joué au rugby depuis l'âge de 8 ans, il arrive au club de Montpellier (MHR) en 1991-1992, avec un passage aux USA en 1992-1993 pour un retour au MHR de 1994 à 2001. Il devient Directeur Marketing et Commercial du MHRC le 1er avril 1995 et sera International Français Universitaire cette même année. Il restera Directeur Marketing et Commercial jusqu'en décembre 2012 au MHRC.

## Carrière
| Saison    | Equipe                         | Division               | Poste    | Classement                 | Coupe d'Europe | Challenge européen |
| --------- | ------------------------------ | ---------------------- | -------- | -------------------------- | -------------- | ------------------ |
| 1991-1992 | Montpellier Rugby Club         | 1re Division           | centre   | 8e                         | -              | -                  |
| 1992-1993 | State University Of New York   | 1re Division US        | centre   | Champion state of New York | -              |                    |
| 1993-1994 | Pezenas                        | 2e division            | centre   |                            |                |                    |
| 1994-2001 | Montpellier Herault Rugby Club | 1re Division et Pro D2 | 3e Ligne | -                          | -              | -                  |